# 薬研

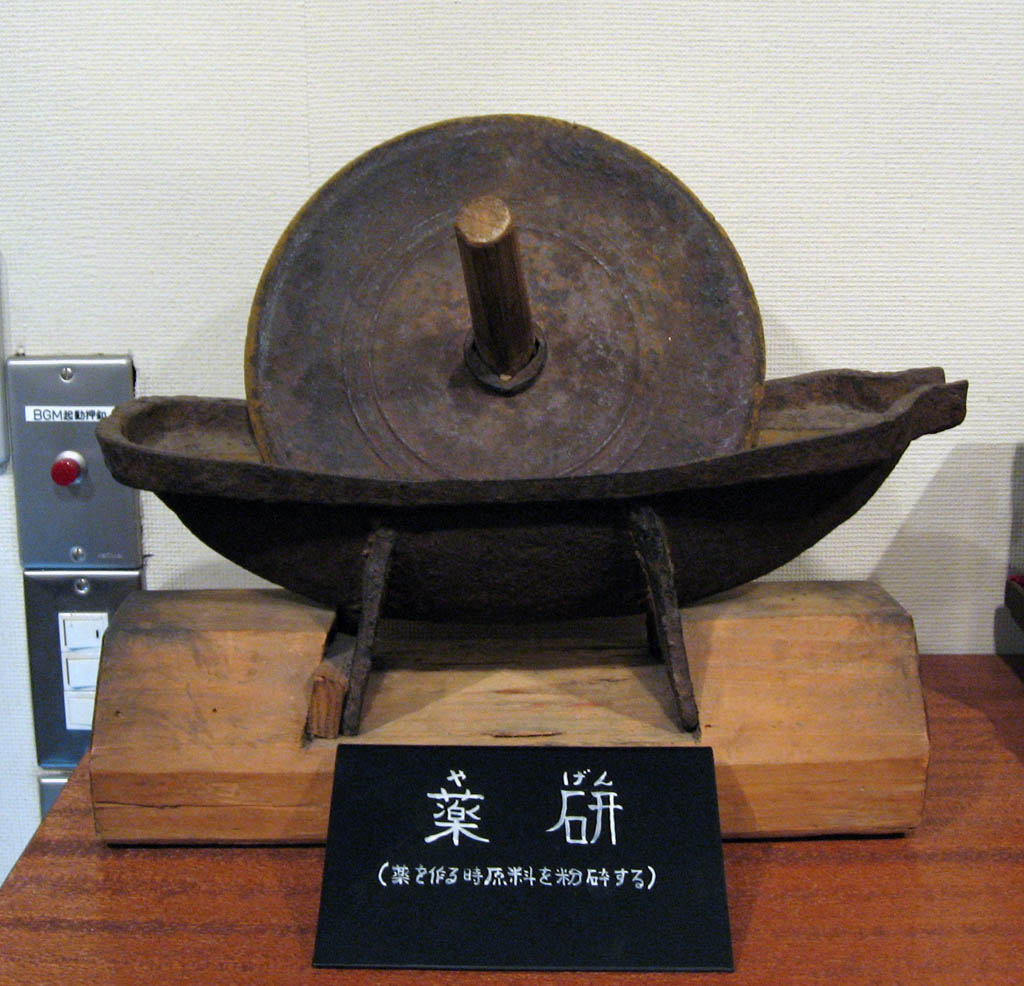
薬研／上にある車輪状の道具が「薬研車（藥碾子）」、下にある舟形の容器が「薬研（硏槽）」。合わせて日本語では「薬研」という。千早赤阪村立郷土資料館所蔵。

薬研（やげん、旧字体：藥硏）とは、薬材（生薬など）などを碾いて粉末化したり、磨り潰して汁を作ったりするための伝統的器具である（その日本語名を代表する一つ）。舟形の溝を彫った碾（字義は石臼）の「薬研」と、軸の付いた車輪状の碾き具「薬研車（やげんぐるま）」からなる。

## 概要
日本語では薬卸/薬卸し（くすりおろし、旧字体：藥卸）ともいうほか、三省堂『大辞林』第3版は「きさげ」を異名として挙げている。中国語では藥碾（簡体字: 药碾、拼音: yàoniǎn ィヤォニェン）と言い、碾き具のほうを藥碾子（簡体字: 药碾子）、碾のほうを研槽という。朝鮮語では藥碾（약연、日本語音写例：ヤギョン）という。また、中華圏（中国語圏）における「藥碾」を日本語では「薬碾」（やくてん）という。英語名は、イギリス英語で "chemist's mortar（日本語音写例：ケミスツ モーター）"、アメリカ英語で "druggist's mortar（日本語音写例：ドラギスツ モーター）"。
材質は中に入れる材の種類と成分に対応して異なり、石、木、青銅、真鍮、青磁、白磁、陶器、鋳鉄、ガラスなど、多種多様である。かつては石製のものが多かったが、21世紀においては金属製が多い。
中央に窪みのある舟形の器具（中国語名：硏槽、日本語名：薬研）と、中央に握り手の部分となる軸を通した円盤状の車輪（中国語名：藥碾子、日本語名：薬研車）を組み合わせた道具である。薬材や顔料用鉱物など粉砕したり磨り潰したりしたい物を、薬研（硏槽）の窪んだ箇所に入れ、薬研車（藥碾子）の把手を両手で握って体重をかけながら前後に往復させることにより、押し砕く、もしくは磨り潰し、粉末化したり、汁を抽出できる状態にする。
古くから顔料の製造にも使われてきた。唐辛子の調製などにも利用された。また、花火用の硝石（焔硝）を作るのにも用いられた。

## 薬研堀
日本では、小舟部分の断面はV字形となっているところから、城の防御施設において断面U字形の空堀を「箱堀（はこぼり）」などというのに対し、断面がV字形の堀を「薬研堀（やげんぼり）」と称した。